# Феррье, Франсуа
Франсуа Луи Август Феррье́ (англ. François Louis Auguste Ferrier; 13 апреля 1777, Париж — 11 января 1861, там же) — французский государственный служащий, политический деятель, экономист и публицист.

## Биография
После получения образования служил на таможне и через какое-то время занял там административную должность. В 1804 году (при Первой империи) стал су-инспектором таможни Байонны, затем инспектором в Вормсе, позже перешёл на ту же должность в Тосканском наместничестве. В 1812 году возглавил таможенную службу империи, одновременно был администратором в Риме (занятом на тот момент французами). После реставрации Бурбонов был отстранён от всех должностей, вернул себе посты во время Ста дней Наполеона и окончательно потерял после поражения французов под Ватерлоо. Тем не менее преследованиям он не подвергся, и новое правительство даже предоставило ему должность администратора в Дюнкерке, на которой он служил до 1841 года. 25 декабря того же года был возведён в пэры Франции.
Научные работы Феррье посвящены в основном экономике и торговле. 

## Избранная библиография
- «Essai sur les ports francs» (Байонна, 1804),
- «Mémoire sur le crédit» (Лилль, 1817),
- «Du Gouvernement considéré dans ses rapports avec le commerce» (Париж, 1822),
- «Du système maritime et commercial de l’Angleterre au XIX siècle» (1829),
- «De la Responsabilité ministérielle relativement а l’administration des finances» (1832),
- «De l’Impôt» (1833),
- «De la Rémunération des services publics» (1833),
- «Du Port de Dunkerque et de son avenir commercial» (1838).